# Edirne
Edirne (también llamada por su antigua denominación, Adrianópolis o Hadrianopolis) es una ciudad situada al noroeste de la Turquía europea, no lejos de las fronteras con Grecia y Bulgaria. Edirne ha sido desde antiguo un estratégico y valioso cruce de caminos. Atraviesa la ciudad el río Tundzha, que confluye con el Meriç a poca distancia de Edirne. Cuenta con una población de 136 070 habitantes (2007).
Situada en el centro geográfico de la fértil llanura costera de Tracia, su economía está basada en la producción de algodón, lino, seda, cuero, lana, esencia y agua de rosas, cera y tinte rojo. Además, es un importante mercado regional que abastece a muchas otras ciudades cercanas de fruta, vino y otros productos agrícolas.
En 2008 Edirne obtuvo la distinción EDEN, que otorga la Comisión Europea, a uno de los veinte «Mejores destinos de turismo y el patrimonio intangible local».

## Historia
Las raíces de Edirne son muy antiguas. Ya en la época clásica existía un asentamiento tracio bajo el nombre de Uskadama, que fue abandonado después de numerosas guerras con los griegos y romanos. En el año 125  
d. C., el emperador romano Adriano la reconstruyó dándole su propio nombre a la ciudad. Por su alto valor estratégico, las zonas cercanas a la ciudad de Adrianópolis han sido el escenario de nada menos que quince batallas a lo largo de la Historia, nueve de ellas después de su fundación. La más famosa de estas batallas es la del año 378, en la que los visigodos destruyeron al ejército del Imperio romano de Oriente, mataron al emperador Valente y se extendieron por los Balcanes saqueando todo a su paso. No obstante, Adrianópolis consiguió resistir el cerco godo y bloqueó así el avance bárbaro hacia Constantinopla.
Durante la Edad Media fue escenario constante de combates entre el Imperio bizantino y los invasores eslavos, especialmente búlgaros. En 1205 los cruzados que habían invadido Bizancio fueron derrotados aquí por los búlgaros y, finalmente, entre 1361 y 1371 (hay diferentes fechas según diferentes fuentes), Adrianópolis cayó en poder de los turcos otomanos, que la convirtieron en su capital bajo el nombre de Edirne hasta 1453, fecha en que la capital fue trasladada hasta la recién caída Constantinopla.
En 1575, el sultán Selim II encargó al arquitecto real otomano, Sinan, la construcción de una enorme mezquita en la ciudad. La Mezquita de Selim es hoy en día el símbolo y monumento más característico de la ciudad, famosa por poseer los minaretes más altos de toda Turquía, pues miden nada menos que 70,90 metros.
En la época de decadencia del Imperio otomano, la ciudad fue ocupada en dos ocasiones por los rusos (1829 y 1878). Durante las Guerras Balcánicas, volvieron a sucederse violentos combates entre las fuerzas turcas y los ejércitos de Serbia, Grecia y Bulgaria, que buscaban el camino para atacar la capital otomana en Constantinopla. A pesar de la tenaz resistencia turca, los búlgaros consiguieron capturar la ciudad en 1912, aunque, al igual que las de los rusos, esta ocupación fue también efímera.
Desde entonces, la ciudad ha permanecido tranquila. Cada mes de junio, dentro de la localidad se celebra un festival de lucha tradicional en aceite llamado Kırkpınar. Esta tradición es la cita deportiva más antigua aún en activo por detrás de los propios Juegos Olímpicos.
La ciudad pasó a Grecia por el Tratado de Sèvres firmado en 1920. Bajo la administración griega, Edirne (oficialmente llamada Adrianopólis) fue la capital de la Prefectura de Adrianópolis. Fue recapturada y anexada por Turquía después de la derrota de Grecia al final de la  Guerra greco-turca en 1922, como parte occidental de lo que se conoce como Guerra de Independencia turca, anexión que finalmente quedó establecida en el Tratado de Lausana en 1923.

## Festivales

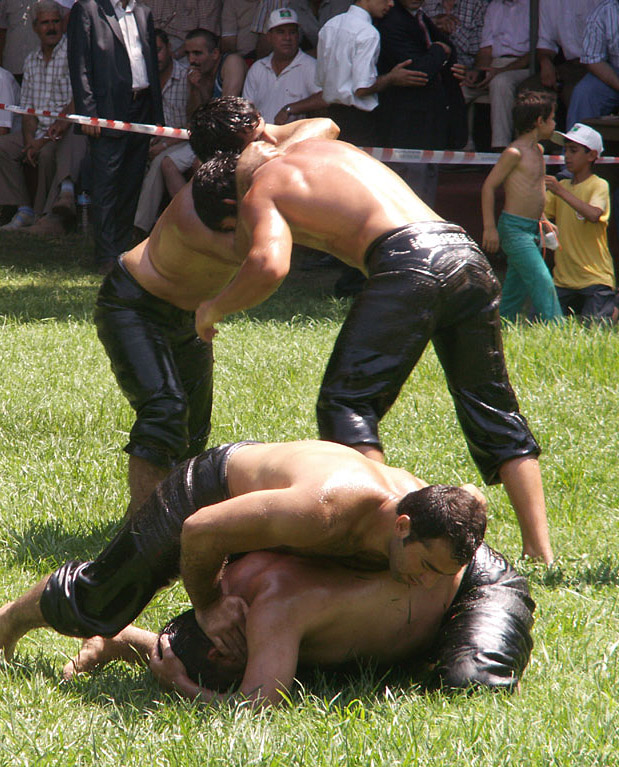
Lucha en aceite en Kırkpınar

El Kırkpınar es un torneo anual de lucha en aceite (Yağlı güreş, deporte nacional turco) que se realiza a fines de junio y comienzos de julio en Edirne.
Kakava es un festival internacional de gitanos musulmanes que se realiza el 5 y 6 de mayo de cada año.